# Оголичская Рудня (Петриковский район)
Оголичская Рудня (бел. Аголіцкая Рудня) — деревня в Петриковском сельсовете Петриковского района Гомельской области Беларуси.
Около деревни расположено месторождение железняка.

## География

### Расположение
В 9 км на север от Петрикова, 9 км от железнодорожной станции Муляровка (на линии Лунинец — Калинковичи), 184 км от Гомеля.

### Гидрография
На реке Бобрик (приток реки Припять).

## Транспортная сеть
Транспортные связи по просёлочной, затем автомобильной дороге Лунинец — Гомель. Планировка состоит из прямолинейной улицы, к которой на западе присоединяется короткая улица. Застройка плотная, деревянная, усадебного типа.

## История
По письменным источникам известна с XIX века как деревня в Мозырском уезде Минской губернии. По ревизским материалам 1850 года во владении помещика Пуляновского. Дворянин Новицкий владел в деревне в 1860 году 160 десятинами земли, мельницей и сукновальней. Обозначена на карте 1866 года, которая использовалась Западной мелиоративной экспедицией, работавшей здесь в 1890-е годы. В 1879 году селение в Петриковском церковном приходе. Согласно переписи 1897 года действовала водяная мельница. В 1917 году в Петриковской волости Мозырского уезда Минской губернии.
В 1921 году открыта школа, которая размещалась в крестьянском доме, в 1924 году для неё построили отдельное здание. В 1931 году организован колхоз «Ленинец», работала кузница. 30 жителей погибли на фронтах Великой Отечественной войны. Согласно переписи 1959 года в составе совхоза «Петриковский» (центр — город Петриков). Действует начальная школа.

## Население

### Численность
- 2004 год — 49 хозяйств, 110 жителей.

### Динамика
- 1811 год — 7 дворов.
- 1850 год — 8 дворов, 73 жителя.
- 1897 год — 28 дворов, 166 жителей (согласно переписи).
- 1908 год — 186 жителей.
- 1917 год — 233 жителя.
- 1925 год — 47 дворов.
- 1959 год — 209 жителей (согласно переписи).
- 2004 год — 49 хозяйств, 110 жителей.